# L’Épine-aux-Bois
L’Épine-aux-Bois – miejscowość i gmina we Francji, w regionie Hauts-de-France, w departamencie Aisne.
Według danych na styczeń 2014 roku gminę zamieszkiwały 262 osoby, a gęstość zaludnienia wynosiła 21,5 osób/km².